# Zagubieni (seria 6)
Zagubieni (sezon 6) – szósta i ostatnia seria amerykańskiego serialu telewizyjnego Zagubieni emitowana w roku 2010. Premiera odbyła się na 2 lutego 2010. W jej ramach wyemitowano: godzinny odcinek podsumowujący sezon 5 (6x00) oraz dwa pierwsze odcinki 6 sezonu (6x01 i 6x02). Premiera tej serii odbyła się w TVP 3 stycznia 2011 o 20:25 roku, a zakończyła 22 lutego 2011 roku. Początkowo odcinki emitowane były tylko w poniedziałki o 20:25 i 21:25, potem przeniesiono emisję na poniedziałek po 22 i wtorek po 22.

## Obsada
- Naveen Andrews jako Sayid Jarrah
- Henry Ian Cusick jako Desmond Hume
- Michael Emerson jako Benjamin Linus
- Matthew Fox jako Jack Shephard
- Jorge Garcia jako Hugo „Hurley” Reyes
- Josh Holloway jako James „Sawyer” Ford / Jim LaFleur
- Kim Yoon-jin jako Sun Kwon
- Daniel Dae Kim jako Jin-Soo Kwon
- Ken Leung jako Miles Straume
- Jeff Fahey jako Frank Lapidus
- Evangeline Lilly jako Kate Austen
- Elizabeth Mitchell jako Juliet Burke
- Mark Pellegrino jako Jacob
- Terry O’Quinn jako John Locke / Wróg Jacoba (Czarny Dym)
- Nestor Carbonell jako Richard Alpert
- Zuleikha Robinson jako Ilana
- Jeremy Davies jako Daniel Faraday

## Lista odcinków
Szósta seria serialu liczy 18 epizodów oraz zerowy odcinek (6x00) streszczający wszystkie poprzednie sezony.
| Nr | #     | Tytuł                 | Tytuł polski             | Reżyseria         | Scenariusz                                      | Premiera (ABC)         | Premiera w Polsce                                                                                               |
| --- | ----- | --------------------- | ------------------------ | ----------------- | ----------------------------------------------- | ---------------------- | --- |
| 104 105 | 1 2   | LA X (Part 1-2)       | LA X (Część 1-2)         | Jack Bender       | Damon Lindelof, Carlton Cruse                   | 2 lutego 2010          | 9 lutego 2010 (nSeriale VOD) 25 kwietnia 2010 (AXN) 3 stycznia 2011 (TVP1)                                      |
| Zaraz po detonacji bomby przez Juliet nastąpiło kolejne przeniesienie się w czasie bohaterów serialu. Okazuje się, że Juliet jest zasypana w szybie pod stertą wszelkiego rodzaju elementów metalowych. W czasie gdy bohaterowie jednoczą własne siły aby ją uratować, Hurley spotyka Jacoba, który mówi mu, że właśnie został zabity, a jedyną szansą na uratowanie postrzelonego Sayida jest przeniesienie go do świątyni. Rozbitkowie spotykają w jej rejonie nową grupę, dowodzoną przez skośnookiego przywódcę. Jak się okazuje, znają oni postać Jacoba i zgadzają się pomóc przyjaciołom Jacka. W alternatywnej rzeczywistości pojawia się lot 815 ze wszystkimi bohaterami na pokładzie, którzy jednak nie znają się, po czym okazuje się, że pomimo przejściowych turbulencji, samolot szczęśliwie dolatuje do celu. W tym czasie wyspa jest zatopiona. |       |                       |                          |                   |                                                 |                        | |
| 106 | 3     | What Kate Does        | Co Kate robi             | Paul Edwards      | Edward Kitsis, Adam Horowitz                    | 9 lutego 2010          | 16 lutego 2010 (nSeriale VOD) 26 kwietnia 2010 (AXN) 10 stycznia 2011 (TVP1)                                    |
| Chwilę po tym, gdy Sawyer ucieka ze świątyni, Kate oraz Jin obiecują sprowadzić go z powrotem. W międzyczasie, obcy dokonują testów na zmartwychwstałym Sayidzie, po czym próbują go otruć twierdząc, że został „odebrany”. Podobnie stało się tak swego czasu z Claire. W rzeczywistości alternatywnej wciąż ścigana Kate pomaga rodzącej Claire. |       |                       |                          |                   |                                                 |                        | |
| 107 | 4     | The Substitute        | Zastępca                 | Tucker Gates      | Elizabeth Sarnoff, Melinda Hsu Taylor           | 16 lutego 2010         | 23 lutego 2010 (nSeriale VOD) 9 maja 2010 (AXN) 10 stycznia 2011 (TVP1)                                         |
| Wróg Jacoba pod postacią Locke’a przedostaje się do baraków, gdzie siedzi pijący Sawyer. Namawia go do pójścia za nim, obiecując odpowiedzieć na pytanie: Dlaczego jest na tej wyspie? Sawyer zgadza się i razem z „Lockiem” dochodzą do jaskini, w której na ścianach wypisane jest mnóstwo skreślonych ponumerowanych nazwisk. Niektóre, oznaczone liczbami 4, 8, 15, 16, 23, 42, nie są skreślone. Są to nazwiska ocalałych rozbitków. Wróg Jacoba mówi Jamesowi, że jest jednym z kandydatów do ochrony wyspy, ponieważ dotychczasowy obrońca, Jacob, nie żyje. W alternatywnej rzeczywistości możemy zauważyć przygotowania do ślubu Locke’a z Helen, a także zwolnienie go z fabryki pudełek, poznanie Hugo oraz Rose. |       |                       |                          |                   |                                                 |                        | |
| 108 | 5     | Lighthouse            | Latarnia morska          | Jack Bender       | Carlton Cuse, Damon Lindelof                    | 23 lutego 2010         | 2 marca 2010 (nSeriale VOD) 16 maja 2010 (AXN) 17 stycznia 2011 (TVP1)                                          |
| Na zlecenie Jacoba Hurley prowadzi Jacka do specjalnej latarni. W międzyczasie dowiadujemy się, co dzieje się z Jackiem w alternatywnym świecie. Trumna z jego ojcem zostaje zgubiona w czasie lotu do LA. Okazuje się, że Jack ma syna, który gra na fortepianie, co ukrywa przed ojcem. Jack po rozmowie z matką zdaje sobie sprawę z tego, że stosunki między nim i synem są podobne do tych jakie miał z własnym ojcem. Jack stara się to zmienić. W trakcie przebłysków alternatywnego rozwoju wypadków spotyka japońskiego przywódcę świątyni z wyspy. Kiedy akcja wraca do jego podróży z Hurleyem, dowiadujemy się, że Jacob od dawna obserwował niektórych uczestników lotu 815 przy pomocy dziwnych luster. |       |                       |                          |                   |                                                 |                        | |
| 109 | 6     | Sundown               | Zachód słońca            | Bobby Roth        | Paul Zbyszewski, Graham Roland                  | 2 marca 2010           | 9 marca 2010 (nSeriale VOD) 23 maja 2010 (AXN) 17 stycznia 2011 (TVP1)                                          |
| Sayid po bezpiecznym lądowaniu w LA jedzie odwiedzić swojego brata, dzięki czemu dowiadujemy się, iż ten ożenił się z Nadyą, ukochaną Sayida. Sayid pomagając bratu uciec przed lichwiarzami zabija ich (jednym z nich jest Martin Keamy). Znajduje porwanego przez nich Jina. Na wyspie pomaga „Locke’owi” w zdobyciu świątyni poprzez zabicie rządzącego nią Japończyka. Wszyscy, którzy nie chcieli pójść za „Lockiem”, giną. |       |                       |                          |                   |                                                 |                        | |
| 110 | 7     | Dr. Linus             | Dr. Linus                | Mario Van Peebles | Edward Kitsis, Adam Horowitz                    | 9 marca 2010           | 16 marca 2010 (nSeriale VOD) 30 maja 2010 (AXN) 24 stycznia 2011 (TVP1)                                         |
| Ben jest nauczycielem historii w liceum w LA. Żyje spokojnie ze swoim ojcem. Pomaga w nauce Alexandrze Rousseau. Rezygnuje z kariery, by pomóc jej w dostaniu się na studia. Na wyspie Miles oskarża go o zabicie Jacoba. Ilana początkowo zamierza go zabić. Później rezygnuje z tego planu pod wpływem szczerego żalu Bena. |       |                       |                          |                   |                                                 |                        | |
| 111 | 8     | Recon                 | Zwiad                    | Jack Bender       | Elizabeth Sarnoff, Jim Galasso                  | 16 marca 2010          | 23 marca 2010 (nSeriale VOD) 6 czerwca 2010 (AXN) 24 stycznia 2011 (TVP1)                                       |
| Po lądowaniu w LA, Sawyer okazuje się policjantem. Poszukuje jednak człowieka odpowiedzialnego za śmierć jego rodziców. Jego partnerem na komisariacie jest Miles. Spotyka też Charlotte Lewis. Na końcu bierze udział w pościgu i łapie Kate. Na wyspie zostaje wysłany przez „Locke’a” jako szpieg do wraku samolotu 316 linii lotniczych Ajira Airways. Sawyer rozmawia tam z Charlesem Widmore’em. Napuszcza na siebie „Locke’a” i Widmore’a, aby w ferworze walki między tymi dwoma porwać łódź i uciec z wyspy. |       |                       |                          |                   |                                                 |                        | |
| 112 | 9     | Ab Aeterno            | Od zawsze                | Tucker Gates      | Melinda Hsu Taylor, Greggory Nations            | 23 marca 2010          | 30 marca 2010 (nSeriale VOD) 13 czerwca 2010 (AXN) 31 stycznia 2011 (TVP1)                                      |
| Większość wydarzeń opowiada o czasach, kiedy statek „Black Rock” zniszczył statuę stojącą u wybrzeży wyspy. Na pokładzie tego statku był Ricardo zwany przez innych Richardem Alpertem. Zawarł on pakt z „Czarnym Dymem”, iż zabije Jacoba, dzięki czemu odzyska zmarłą ukochaną. Nie udaje mu się jednak zabić Jacoba, który namawia go do pracy jako pośrednik między nim a ludźmi, których sprowadza na wyspę. W zamian za świadczenie tej usługi dał mu nieśmiertelność. W roku 2007 dzięki Hurleyowi udaje mu się porozmawiać ze zmarłą żoną, która namawia go do powstrzymania „Człowieka w Czerni”. |       |                       |                          |                   |                                                 |                        | |
| 113 | 10    | The Package           | Paczka                   | Paul Edwards      | Paul Zbyszewski, Graham Roland                  | 30 marca 2010          | 6 kwietnia 2010 (nSeriale VOD) 20 czerwca 2010 (AXN) 31 stycznia 2011 (TVP1)                                    |
| Sun i Jin w alternatywnej rzeczywistości okazują się nie być małżeństwem. Ich podróż do LA to podstęp ojca Sun, który dowiedziawszy się o ich miłości, próbuje ich rozdzielić. Jak wiemy z poprzedniego odcinka, w akcję wkracza Sayid. Podczas szamotaniny Sun zostaje przypadkowo postrzelona. Na wyspie Sayid odkrywa, iż Widmore trzyma w niewoli Desmonda Hume. |       |                       |                          |                   |                                                 |                        | |
| 114 | 11    | Happily Ever After    | Żyli długo i szczęśliwie | Jack Bender       | Carlton Cuse, Damon Lindelof                    | 6 kwietnia 2010        | 13 kwietnia 2010 (nSeriale VOD) 27 czerwca 2010 (AXN) 7 lutego 2011 (TVP1)                                      |
| Desmond to zaufany człowiek Widmore’a (w świecie bez katastrofy lotu Oceanic). Traktuje go jak ojca i wypełnia najtrudniejsze zadania. Po przylocie do LA spotyka Charliego i Daniela Faradaya (tu Widmore’a), którzy przekonują go, iż świat nie jest taki, jaki powinien być. Kolejną osobą spotkaną przez Desmonda jest Penny. Po spotkaniu z nią podejmuje on misję „ratowania porządku świata”. Na wyspie poddawany jest dziwnym testom, a później zostaje porwany przez Sayida. |       |                       |                          |                   |                                                 |                        | |
| 115 | 12    | Everybody Loves Hugo  | Wszyscy kochają Hugo     | Daniel Attias     | Edward Kitsis, Adam Horowitz                    | 13 kwietnia 2010       | 20 kwietnia 2010 (nSeriale VOD) 4 lipca 2010 (AXN) 7 lutego 2011 (TVP1)                                         |
| Hurley jest postacią znaną i lubianą. Nie jest jednak szczęśliwy – brak mu partnerki. Spotyka Libbi, a dzięki pomocy Desmonda umawia się z nią na randkę, dzięki czemu jest kolejną osobą, która uświadamia sobie, że coś nie jest tak jak powinno. Na wyspie namawia Jacka do rozmowy z „Lockiem”. Razem z Sun i Lapidusem wchodzą do obozu pod dowództwem „Czanego Dymu”. |       |                       |                          |                   |                                                 |                        | |
| 116 | 13    | The Last Recruit      | Ostatni rekrut           | Stephen Semel     | Paul Zbyszewski, Graham Roland                  | 20 kwietnia 2010       | 4 maja 2010 (nSeriale VOD) 11 lipca 2010 (AXN) 14 lutego 2011 (TVP1)                                            |
| „Locke” rozmawia z Jackiem. Rozbitkowie dogadują się w sprawie ucieczki łodzią podwodną. Jack postanawia jednak zostać na wyspie. Opuszcza łódź dowodzoną przez Sawyera. Jack znowu spotyka „Locke’a”, a Sawyer, Sun, Jin, Lapidus, Kate i Hurley zostają pojmani przez Widmore’a. |       |                       |                          |                   |                                                 |                        | |
| 117 | 14    | The Candidate         | Kandydat                 | Jack Bender       | Elizabeth Sarnoff, Jim Galasso                  | 4 maja 2010            | 11 maja 2010 (nSeriale VOD) 18 lipca 2010 (AXN) 14 lutego 2011 (TVP1)                                           |
| Prawdziwy Locke, wyleczony przez Jacka po potrąceniu przez Desmonda, nie chce, by chirurg przywrócił mu zdolność chodzenia. W ten sposób karze siebie za spowodowanie wypadku, w którym jego ojciec stał się stale niesprawny umysłowo. Na wyspie Jack, „Locke” i Sayid odbijają więźniów. Wszyscy oprócz „Locke’a” i Claire wsiadają do łodzi podwodnej. „Locke” umieścił jednak na niej bombę. Po wybuchu na plażę wypływają jedynie Hurley, postrzelona w bark Kate, Jack i nieprzytomny Sawyer. |       |                       |                          |                   |                                                 |                        | |
| 118 | 15    | Across The Sea        | Zza morza                | Tucker Gates      | Carlton Cuse, Damon Lindelof                    | 11 maja 2010           | 18 maja 2010 (nSeriale VOD) 25 lipca 2010 (AXN) 15 lutego 2011 (TVP1)                                           |
| Odcinek opowiada bardzo starą historię dwóch braci bliźniaków. Jednym z nich jest Jacob, drugim ten, który później stał się czarnym dymem. Dowiadujemy się niewiele na temat sposobu w jaki stali się tym kim byli później. |       |                       |                          |                   |                                                 |                        | |
| 119 | 16    | What They Died For    | Powód ich śmierci        | Paul Edwards      | Edward Kitsis, Adam Horowitz, Elizabeth Sarnoff | 18 maja 2010           | 25 maja 2010 (nSeriale VOD) 1 sierpnia 2010 (AXN) 21 lutego 2011 (TVP1)                                         |
| Charles Widmore po tym, jak „Locke” prosi go o pomoc, zostaje zabity przez Bena. Jacob wyjaśnia Kandydatom powód, dla którego znaleźli się na wyspie, Jack podejmuje się zajęcia jego „posady”. „Locke”, nie znalazłszy Desmonda martwego w studni, w której miał być zabity, planuje wykorzystać go do zniszczenia wyspy. W rzeczywistości alternatywnej Desmond uwalnia Sayida i Kate, przekupując policjantkę. Razem z Hurleyem jadą na koncert. |       |                       |                          |                   |                                                 |                        | |
| 120 121 | 17 18 | The End (Part 1-2)    | Koniec (Część 1-2)       | Jack Bender       | Damon Lindelof, Carlton Cuse                    | 23 maja 2010           | 30 maja 2010 (nSeriale VOD) 8 sierpnia 2010 (AXN) Część 1: 21 lutego 2011 (TVP1) Część 2: 22 lutego 2011 (TVP1) |
| Jack i „Locke” używają Desmonda do zgaszenia Światła w sercu wyspy. „Locke” znów staje się śmiertelny i zostaje zabity, wcześniej jednak śmiertelnie raniąc Jacka. Przed śmiercią udaje mu się zapalić Światło z powrotem i uchronić wyspę przed zniszczeniem tak, aby pozostali mogli uciec samolotem linii Ajira. Hurley podejmuje się zastąpić Jacka, jako opiekuna wyspy. Rzeczywistość alternatywna okazuje się być pewnego rodzaju „czyśćcem” dla głównych bohaterów, gdzie przebywali do czasu, aż zaakceptują swoje życie i śmierć i będą mogli „odpuścić” i „iść dalej”. |       |                       |                          |                   |                                                 |                        | |
| Epilog | –     | The New Man in Charge | Nowy człowiek u władzy   | Paul Edwards      | Melinda Hsu Taylor, Graham Roland, Jim Galasso  | 24 sierpnia 2010 (DVD) | 18 lutego 2011 (DVD)                                                                                            |
| Odcinek wyjaśniający większość wątków serialu. |       |                       |                          |                   |                                                 |                        | |

## Odcinki specjalne
| S12                                                                                | Lost: Final Chapter Lost: Beginning of the End | Michael Emerson | 2 lutego 2010 | brak danych |
| Odcinek specjalny wyemitowany przed odcinkiem LA X.                                |                                                |                 |               |             |
| S13/S14                                                                            | Lost: The Final Journey                        | Titus Welliver  | 23 maja 2010  | brak danych |
| Dwugodzinny odcinek specjalny wyemitowany przed odcinkiem The End (finał serialu). |                                                |                 |               |             |